# Chrisammesse

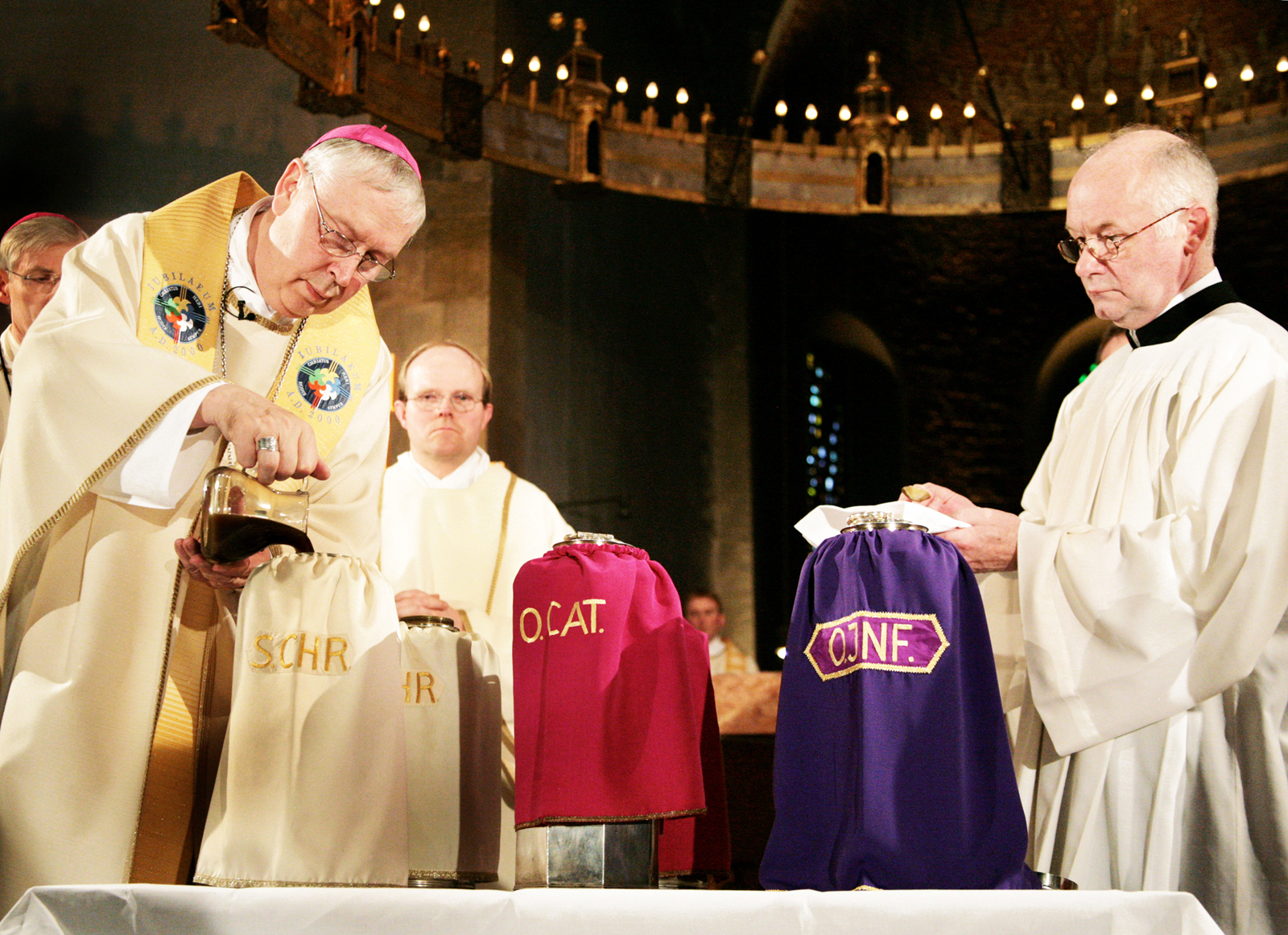
Weihe der heiligen Öle (Bischof Norbert Trelle im Hildesheimer Dom 2007)

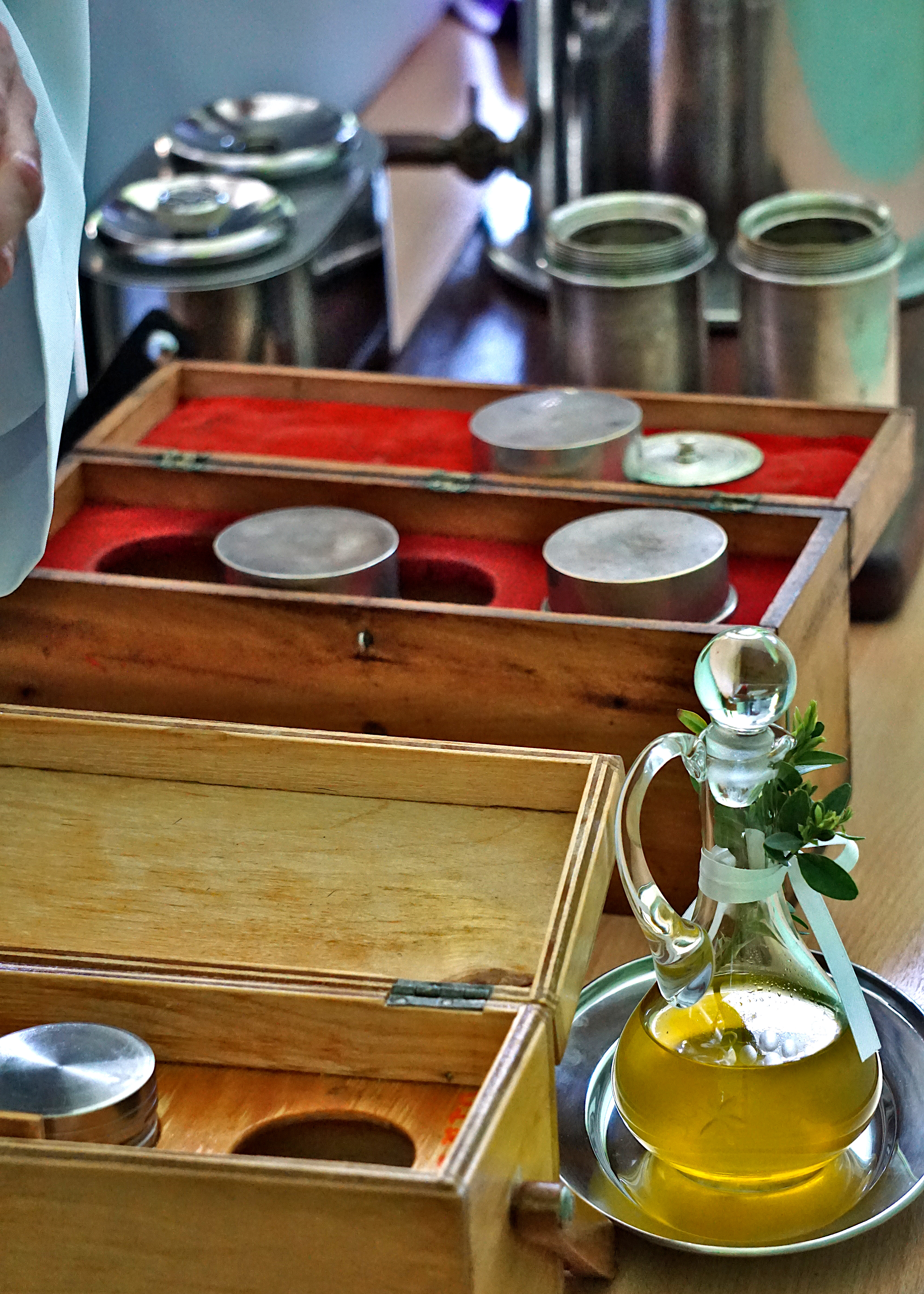
Gefäße für die Heiligen Öle nach einer Chrisammesse, vorbereitet für die Befüllung

Die Chrisammesse (lateinisch Missa chrismatis), veraltend auch Ölweihe, ist eine heilige Messe, die in der römisch-katholischen, der anglikanischen und der alt-katholischen Kirche alljährlich in der vorösterlichen Bußzeit gefeiert wird. In der Chrisammesse werden die heiligen Öle (Chrisam, Katechumenenöl und Krankenöl) geweiht, die während des Jahres in den katholischen Kirchengemeinden zur Salbung bei der Spendung einiger Sakramente und Sakramentalien verwendet werden.
Eine Salbung mit Chrisam gehört zur Liturgie von Taufe und Firmung, der Priesterweihe und Bischofsweihe, ferner zur Weihe eines Altars, einer Kirche, der Glockenweihe oder der Weihe eines Kelches. Das Krankenöl wird für die Krankensalbung benötigt, das Katechumenenöl für die Salbung der Katechumenen bzw. des Täuflings vor der Taufe.

## Termin und Ort
In der römisch-katholischen Kirche wird die Chrisammesse traditionell am Gründonnerstag in der Kathedrale eines Bistums vom Ortsbischof in Konzelebration mit seinem Presbyterium gefeiert, in der alt-katholischen Kirche Deutschlands im Regelfall zu Beginn der vorösterlichen Bußzeit in der deutschen Bischofs- und Kathedralkirche, der Namen-Jesu-Kirche in Bonn.
Vor der Reform der Karwochenliturgie durch Papst Pius XII. im Jahre 1955 fand die Ölweihe in der einzigen heiligen Messe statt, die am Gründonnerstag gefeiert wurde, danach in einer zweiten Messfeier am Vormittag des Gründonnerstags. Diese ist die einzige heilige Messe, die neben der abendlichen Messe vom letzten Abendmahl am Gründonnerstag gefeiert werden darf. In vielen Bistümern wird jedoch mittlerweile von der Möglichkeit Gebrauch gemacht, die Chrisammesse anstatt am Morgen des Gründonnerstags an einem früheren Tag, der aber nahe an Ostern liegen muss, zu feiern, um so die Teilnahme von Priestern, Diakonen und Gläubigen aus dem ganzen Bistum zu erleichtern. Meist wird dafür Montag, Dienstag oder Mittwoch in der Karwoche genommen.
Nach der Chrisammesse werden die heiligen Öle an die Vertreter der Gemeinden bzw. Dekanate übergeben, die sie dann in die Gemeinden bringen, wo sie in der Messe vom Letzten Abendmahl oder einer anderen passenden Gelegenheit feierlich in Empfang genommen werden können.
Der bevorzugte Ort für die Chrisammesse ist wegen ihrer Bedeutung im Leben der Diözese die Kathedrale; aus pastoralen Gründen kann sie jedoch auch in einer anderen bedeutenden Kirche des Bistums gehalten werden.

## Konzelebration mit dem Presbyterium
Die Konzelebration der Chrisammesse durch den Diözesanbischof mit seinem Priesterkollegium soll die Verbundenheit der Priester mit ihrem Bischof in dem einen Priesteramt Christi zum Ausdruck bringen. Sie ist für die Priester das jährliche Gedächtnis ihrer Weihe. Daran kann sich die Erneuerung der Bereitschaftserklärung zum Dienst des Priesters anschließen. Das Zweite Vatikanische Konzil hatte in seinem Dekret Presbyterorum ordinis über Dienst und Leben der Priester diese Verbundenheit zum Ausdruck gebracht: „Alle Priester haben zusammen mit den Bischöfen so an ein und demselben Priestertum und Amt Christi teil, daß diese Einheit der Weihe und Sendung ihre hierarchische Gemeinschaft mit dem Stand der Bischöfe erfordert. Diese Gemeinschaft bekunden sie vorzüglich bei gelegentlicher Konzelebration.“

## Ostkirchen
In den orthodoxen, orientalisch-orthodoxen Kirchen und den katholischen Ostkirchen gibt es eine Liturgie für die Herstellung und Weihe des Chrisams. Dies darf nur durch den Patriarchen, Katholikos oder Erzbischof einer autokephalen Kirche vorgenommen werden und findet meist in der Karwoche statt – in vielen Fällen nicht jährlich, sondern nur bei Bedarf. Kein Chrisam benutzt die assyrische Kirche des Ostens. Sie verwendet ein Öl, dessen Herkunft unmittelbar auf Jesus und die Apostel zurückgeführt wird. Durch Zufügung frischen Öls wird es vermehrt, ohne seinen apostolischen Charakter zu verlieren.